# Буссі-суль-Тірино
Буссі-суль-Тірино (італ. Bussi sul Tirino) — муніципалітет в Італії, у регіоні Абруццо,  провінція Пескара.
Буссі-суль-Тірино розташоване на відстані близько 120 км на схід від Рима, 39 км на південний схід від Л'Аквіли, 45 км на південний захід від Пескари.
Населення — 2562 особи (2014).
Щорічний фестиваль відбувається 3 лютого. Покровитель — святий Власій.

## Демографія
Населення за роками:

Станом на 1 січня 2023 року в муніципалітеті офіційно проживало 55 іноземців з 14 країн, серед них 31 громадянин країн Євросоюзу та 7 громадян України.

## Сусідні муніципалітети
- Капестрано
- Кастільйоне-а-Казаурія
- Коллеп'єтро
- Корвара
- Навеллі
- Пескозансонеско
- Пополі
- Токко-да-Казаурія